# XII. Zivilsenat des Bundesgerichtshofes
Der XII. Zivilsenat ist ein Spruchkörper des Bundesgerichtshofs. Es handelt sich um einen von derzeit insgesamt 13 Senaten, die sich mit Zivilsachen befassen.
Er ist hauptsächlich für Familienrecht und gewerbliches Mietrecht zuständig.

## Errichtung
Der XII. Zivilsenat wurde 1990 durch Umbenennung des bisherigen IVb. Zivilsenats errichtet.

## Besetzung
Der Senat ist gegenwärtig (Stand: Mai 2024) wie folgt besetzt:
- Vorsitzender: Hartmut Guhling
- Stellvertretender Vorsitzender: Peter Günter
- Beisitzer: Frank Klinkhammer, Claudio Nedden-Boeger, André Botur, Antje Krüger, Christina Pernice, Daniela Recknagel

## Vorsitzende
| Nr. | Name (Lebensdaten)            | Beginn der Amtszeit | Ende der Amtszeit |
| --- | ----------------------------- | ------------------- | ----------------- |
| 1   | Heinz Grell (1914–2008)       | März 1980 1         | 31. Januar 1982 1 |
| 2   | Friedrich Lohmann (1929–2009) | 1. Februar 1982 2   | 31. August 1992   |
| 3   | Friedrich Blumenröhr (* 1936) | 1. September 1992   | 31. Oktober 2001  |
| 4   | Meo-Micaela Hahne (* 1947)    | 12. November 2001   | 30. Apr. 2012     |
| 5   | Hans-Joachim Dose (* 1956)    | 18. Juni 2012       | 31. Oktober 2022  |
| 5   | Hartmut Guhling (* 1968)      | 9. Februar 2023     |                   |

Zum Nachfolger der in den Ruhestand getretenen Senatsvorsitzenden Meo-Micaela Hahne wurde - gegen den Vorschlag des BGH-Präsidenten Klaus Tolksdorf - ihr bisheriger Stellvertreter Hans-Joachim Dose ernannt. Der BGH-Präsident hatte Bundesrichterin Karin Milger zur Beförderung vorgeschlagen.

## Zuständigkeit
Nach dem Geschäftsverteilungsplan des BGH (Stand 2015) ist der XII. Zivilsenat (seit 2012 unverändert) zuständig für:
1. die Rechtsstreitigkeiten und die Rechtsbeschwerden gegen Entscheidungen über
  1. Personenrecht, insbesondere Namensrecht (§ 12 BGB), soweit nicht der I. Zivilsenat zuständig ist (Nr. 2 c), einschließlich Todeserklärungen,
  2. Familienrecht und Lebenspartnerschaftssachen,
  3. sonstige vermögensrechtliche Auseinandersetzungen zwischen Ehegatten nach gescheiterter Ehe, auch wenn daneben Dritte am Verfahren beteiligt sind,
  4. vermögensrechtliche Auseinandersetzung nichtehelicher Lebensgemeinschaften;
2. die Entscheidungen in Unterbringungssachen nach § 312 FamFG;
3. die Bestimmung des zuständigen Gerichts nach § 36 Abs. 3 ZPO in Familienstreitsachen und Ehesachen;
4. die Anerkennung und Vollstreckbarerklärung ausländischer Entscheidungen auf dem Gebiet des Familienrechts;
5. die Rechtsstreitigkeiten über
  1. Miet- und Pachtverhältnisse, soweit nicht der III. Zivilsenat (Nr. 9 Kleingartenpachtverträge), der V. Zivilsenat (Nr. 1 k Landpacht), der VI. Zivilsenat (Nr. 5 a See- und Binnenschifffahrtssachen) oder der VIII. Zivilsenat (Nr. 1 d und 2 Wohnraummiete, Leasing) zuständig ist,
  2. Leihe und Verwahrung, soweit nicht der III. Zivilsenat (Nr. 3 c öffentlich-rechtliche Verwahrung), der V. Zivilsenat (Nr. 1 a Verträge über Grundstücke) oder der XI. Zivilsenat (Nr. 1 c Börsenrecht) zuständig ist.

## Geschichte
Der Senat, der zunächst die Bezeichnung IVb-Senat trug und zu Jahresbeginn 1990 seine jetzige Bezeichnung erhielt, ist aus der Teilung des IV. Zivilsenats (ursprünglich für Familien- und Erbrecht zuständig) hervorgegangen.